# Arctia villicella
Arctia villicella là một loài bướm đêm thuộc phân họ Arctiinae, họ Erebidae.